# Andrea Gales
Andrea Gales (23 de diciembre de 1972) es una deportista británica que compitió en tiro con arco, en la modalidad de arco compuesto. Ganó una medalla de bronce en el Campeonato Mundial de Tiro con Arco en Sala de 2012 y una medalla de plata en el Campeonato Europeo de Tiro con Arco al Aire Libre de 2014.

## Palmarés internacional
| Campeonato Mundial en Sala       | Campeonato Mundial en Sala | Campeonato Mundial en Sala | Campeonato Mundial en Sala |
| Año                              | Lugar                      | Medalla                    | Prueba                     |
| -------------------------------- | -------------------------- | -------------------------- | -------------------------- |
| 2012                             | Las Vegas (Estados Unidos) | Medalla de bronce          | Equipo                     |
| Campeonato Europeo al Aire Libre |                            |                            |                            |
| Año                              | Lugar                      | Medalla                    | Prueba                     |
| 2014                             | Echmiadzin (Armenia)       | Medalla de plata           | Equipo                     |